# Kostel Narození Panny Marie (Kryry)
Barokní kostel Narození Panny Marie v Kryrech na Lounsku pochází z roku 1722. V současnosti je natolik poničen, že v něm nelze sloužit bohoslužby. Od roku 1958 je nicméně kulturní památkou. O jeho obnovu usiluje Občanské sdružení Dietrich.

## Historie
Kostel stával v Kryrech již ve 14. století – gotický svatostánek zde byl vystavěn pravděpodobně kolem roku 1324. Současný barokní kostel na úpatí Kostelního kopce byl vybudován roku 1722. Byl přestavěn v roce 1780 a znovu v 19. století. Je obklopen zrušeným hřbitovem.

## Křížová cesta
Památkově chráněná je také křížová cesta s pískovcovými oltáříky, pocházející ze druhé poloviny 18. století, která vedla od kostela přes Malou stranu do kopce k místní rozhledně. Její rozvaliny byly zarostlé v lesním porostu, v září 2014 však byla obnovená zastavení znovu vysvěcena.